# Ib Paulsen
Ib Paulsen, född 12 februari 1913, död 1 februari 1973, var en dansk journalist, konstkritiker, författare och poet. Han debuterade som författare i lokaltidningen Fyns Venstreblad 1930 med berättelsen Fortælling om en mågeunge. Det var dock först sju år senare som han debuterade i bokform med barnboken Garm. Ødrengen: Smaa Skildringer for "Børn" i alle Aldre. Han debuterade som poet 1945 med diktsamlingen Blaamuslingen. Därefter gav han ut diktsamlingarna Den graa Orchidé (1948), De blaa violiner (1951), Drivtræ (1955) och Ødesyn (1962). Han har i flera böcker, ofta tillsammans med andra författare, skildrat sin hemö Fyn. Tillsammans med Ole Vinding skildrar han den fynska konstnärsgruppen "Germinalen" i boken Germinalen: en kunstnergruppe og dens miljø (1964). Han har bidragit till antologin Fyn skildret af danske forfattere (1968).
Han tilldelades Carlsbergs Mindelegat 1950.